# Portugal International 1998
Die Portugal International 1998 fanden vom 15. bis zum 18. Januar 1998 in Caldas da Rainha statt. Auf der IBF-Turnierskala erreichte es die Wertung A. Es war die 33. Auflage dieser internationalen Titelkämpfe von Portugal im Badminton.

## Sieger und Platzierte
| Disziplin    | Gold                        | Silber                         | Bronze                              |
| ------------ | --------------------------- | ------------------------------ | ----------------------------------- |
| Herreneinzel | Niels Christian Kaldau      | Darren Hall                    | Fernando Silva                      |
| Herreneinzel | Niels Christian Kaldau      | Darren Hall                    | Robert Nock                         |
| Dameneinzel  | Tanya Woodward              | Ella Karachkova                | Rebecca Pantaney                    |
| Dameneinzel  | Tanya Woodward              | Ella Karachkova                | Joanne Muggeridge                   |
| Herrendoppel | James Anderson Ian Pearson  | Hugo Rodrigues Fernando Silva  | Ricardo Fernandes Marco Vasconcelos |
| Herrendoppel | James Anderson Ian Pearson  | Hugo Rodrigues Fernando Silva  | Graham Hurrell Peter Jeffrey        |
| Damendoppel  | Tracy Dineen Sarah Hardaker | Lorraine Cole Rebecca Pantaney | Brenda Conijn Nicole van Hooren     |
| Damendoppel  | Tracy Dineen Sarah Hardaker | Lorraine Cole Rebecca Pantaney | Felicity Gallup Joanne Muggeridge   |
| Mixed        | Iain Sydie Denyse Julien    | James Anderson Sarah Hardaker  | Ian Pearson Lorraine Cole           |
| Mixed        | Iain Sydie Denyse Julien    | James Anderson Sarah Hardaker  | Hugo Rodrigues Ana Ferreira         |

## Finalergebnisse
| Disziplin    | Sieger                      | Finalist                       | Ergebnis        |
| ------------ | --------------------------- | ------------------------------ | --------------- |
| Herreneinzel | Niels Christian Kaldau      | Darren Hall                    | 18-16 15-9      |
| Dameneinzel  | Tanya Woodward              | Ella Karachkova                | 4-11 11-1 11-6  |
| Herrendoppel | James Anderson Ian Pearson  | Hugo Rodrigues Fernando Silva  | 15-8 15-11      |
| Damendoppel  | Tracy Dineen Sarah Hardaker | Lorraine Cole Rebecca Pantaney | 15-3 7-15 15-10 |
| Mixed        | Iain Sydie Denyse Julien    | James Anderson Sarah Hardaker  | 15-0 15-7       |